# Saparua
Saparua (indonez. Pulau Saparua) – indonezyjska wyspa w archipelagu Moluków, położona na wschód od wysp Ambon i Haruku oraz na południe od dużo większej wyspy Seram. Zajmuje powierzchnię 157,9 km². Głównym portem na wyspie jest Kota Saparua.
W użyciu są języki saparua (w zaniku) i malajski amboński.